# آرژانتین در المپیک تابستانی ۱۹۲۴
آرژانتین در بازی‌های المپیک تابستانی ۱۹۲۴ که در شهر پاریس برگزار شد، کاروان آرژانتین با ۷۷ ورزشکار در این رقابت‌ها شرکت کرد و موفق به کسب ۶ مدال (۱ طلا، ۳ نقره، ۲ برنز) شد. در جدول رتبه‌بندی توزیع مدال‌ها، آرژانتین در ردهٔ ۱۶ مسابقات قرار گرفت.